# Hyponatriëmie
Hyponatriëmie is een tekort aan natrium in het bloed. Er wordt gesproken van een hyponatriëmie wanneer de serumconcentratie lager is dan 135mmol/L. Een van de oorzaken van een hyponatriëmie is een teveel aan water (waterintoxicatie).

## Fysiologie
Natrium bevindt zich voornamelijk buiten de cel en bepaalt de hoeveelheid extracellulaire vloeistof. Een verlaagde concentratie natrium staat gelijk aan een overschot aan extracellulaire vloeistof. 

## Oorzaken
- thiazidediuretica
- Andere medicamenten: amitriptyline, fluoxetine, paroxetine, haloperidol, monoamineoxidase-(MAO)-remmers, carbamazepine, tolbutamide, NSAID’s, vincristine, desmopressine en oxytocine.[4]
- Syndroom van inadequate secretie van antidiuretisch hormoon.
- Pseudohyponatriëmie. Dit is een laboratoriumartefact. Dit artefact ontstaat door een te hoge osmolaliteit in het bloed, bijvoorbeeld door een te hoog glucose. Een te hoge osmolaliteit in het bloed zorgt voor een veranderde verdeling en verdunning in het laboratorium, waardoor er onterechte hyponatriëmie wordt geconstateerd)
- Endocriene oorzaken (hypothyreoïdie en bijnierschorsinsufficiëntie.
- Cerebral salt wasting, een nog onbegrepen syndroom waarbij er verlies van natrium is via de nieren én water wordt vastgehouden door het antidiuretisch hormoon.
- Zoutverlies met blijvende water inname. Zout- en vochtverlies vindt ook plaats bij braken, diarree, brandwonden en zweten (bijvoorbeeld van het gebruik van xtc op feesten). Wanneer dit verlies alleen maar gecompenseerd wordt door waterinname ontstaat er een hyponatriëmie.
- Hartfalen, levercirrose, nefrotisch syndroom en nierinsufficiëntie kunnen oorzaken zijn van een hyponatriëmie.

## Symptomen
Een milde hyponatriëmie kan de kans op vallen vergroten. Ook kunnen er concentratiestoornissen optreden en klachten van hoofdpijn, misselijkheid, apathie en spierkrampen. Bij een chronische hyponatriëmie is er een grotere kans op osteoporose. In zeldzame gevallen kan een hyponatriëmie gevolgen hebben voor het hersenweefsel. Dan kunnen er epileptische aanvallen optreden en kan hyponatriëmie zelfs tot coma of de dood leiden.

## Diagnostiek
Om de ernst en oorzaak van de hyponatriëmie te bepalen wordt er eerst een anamnese afgenomen. Naar aanleiding van de anamnese kunnen er verschillende onderzoeken worden gedaan. De belangrijkste onderzoeken zijn lichamelijk onderzoek, bloeddruk, bloedonderzoek en urineonderzoek.

## Behandeling
Er zijn verschillende behandelingen. De behandeling hangt af van de oorzaak, ernst, ernst van de klachten en of de hyponatriëmie acuut of chronisch is ontstaan. Wanneer de hyponatriëmie te snel gecorrigeerd wordt ontstaat er zwelling van de hersencellen. Deze zwelling kan epilepsie, coma of zelfs de dood tot gevolg hebben. Correctie moet langzaam gebeuren en het natrium moet zeer regelmatig gecontroleerd worden.
- Hypertoon zout is een infuusvloeistof met een hogere concentratie natrium dan normaal in het bloed aanwezig is.
- Waterrestrictie hiermee wordt een vochtbeperking opgelegd. Patiënten mogen maar 0,5-1,5L vocht via drinken, eten of infuus binnen krijgen. Hiermee vermindert de hoeveelheid vocht in het lichaam en gaat de concentratie natrium omhoog.
- Medicatie zoals lisdiuretica, ureum en demeclocycline kan worden gebruikt voor de behandeling van SIADH.[1]